# Arthur Serrières
Arthur Serrières né le 2 aout 1994 à Usson dans le Puy-de-Dôme est un triathlète et duathlète français, double champion du monde de cross triathlon, champion du monde d'Xterra Triathlon, champion d'Europe de triathlon et duathlon cross.

## Palmarès
Le tableau présente les résultats les plus significatifs (podium) obtenus sur le circuit national et international de triathlon depuis 2015.
| Année | Compétition                               | Pays | Position          | Temps           |
| ----- | ----------------------------------------- | ---- | ----------------- | --------------- |
| 2022  | Championnats du monde de Xterra Triathlon |      | Médaille d'or     | 2 h 38 min 22 s |
| 2022  | Championnats du monde de triathlon cross  |      | Médaille d'or     | 2 h 1 min 1 s   |
| 2021  | Championnats du monde de triathlon cross  |      | Médaille d'or     | 1 h 23 min 43 s |
| 2021  | Championnats d'Europe de triathlon cross  |      | Médaille d'or     | 2 h 22 min 52 s |
| 2019  | Championnats d'Europe de duathlon cross   |      | Médaille d'or     | 1 h 37 min 38 s |
| 2017  | Championnats d'Europe de triathlon cross  |      | Médaille d'argent | 1 h 45 min 20 s |
| 2015  | Coupe d'Europe TNatura : Tarzo            |      | Médaille d'or     | 2 h 4 min 48 s  |